# Gryllomorpha rungsi
Gryllomorpha rungsi är en insektsart som beskrevs av Lucien Chopard 1943. Gryllomorpha rungsi ingår i släktet Gryllomorpha och familjen syrsor. Inga underarter finns listade i Catalogue of Life.